# Yakama
Els yakama són tribu que parla una llengua shahaptiana, el nom de la qual prové de yaqimá "fugitius", però que s'autoanomena pa kiut lema o waptailmin, "gent dels estrets". Està formada per unes 14 tribus (Kah-milt-pah, Klickitat, Klinquit, Kow-was-say-ee, Li-ay-was, Oche-chotes, Palouse, Pisquose, Se-ap-cat, Shyiks, Skinpah, Wenatshapam, Wishram, i Yakama) dividides en dos grups:

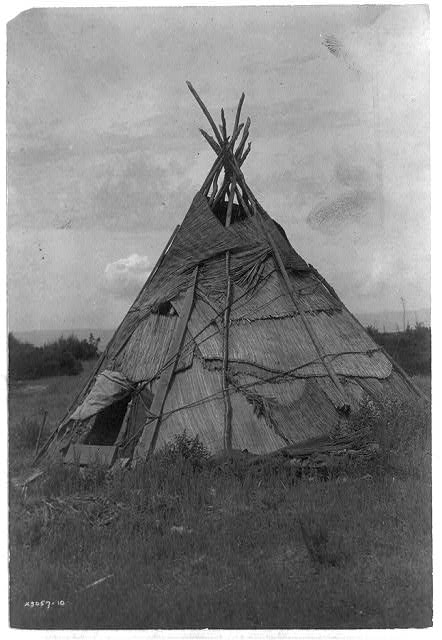
tipi yakama, per Edward Curtis, 1910

- Alt Yakima, o Kikkitas.
- Baix Yakima, o Wenas Creek.

## Localització
Originàriament vivien dividits entre els dos marges del riu Columbia, entre els rius Wenatchee i Yakima, a l'Estat de Washington. Formen part de la tribu reconeguda federalment de les Tribus i Bandes Confederades de la Nació Yakima.

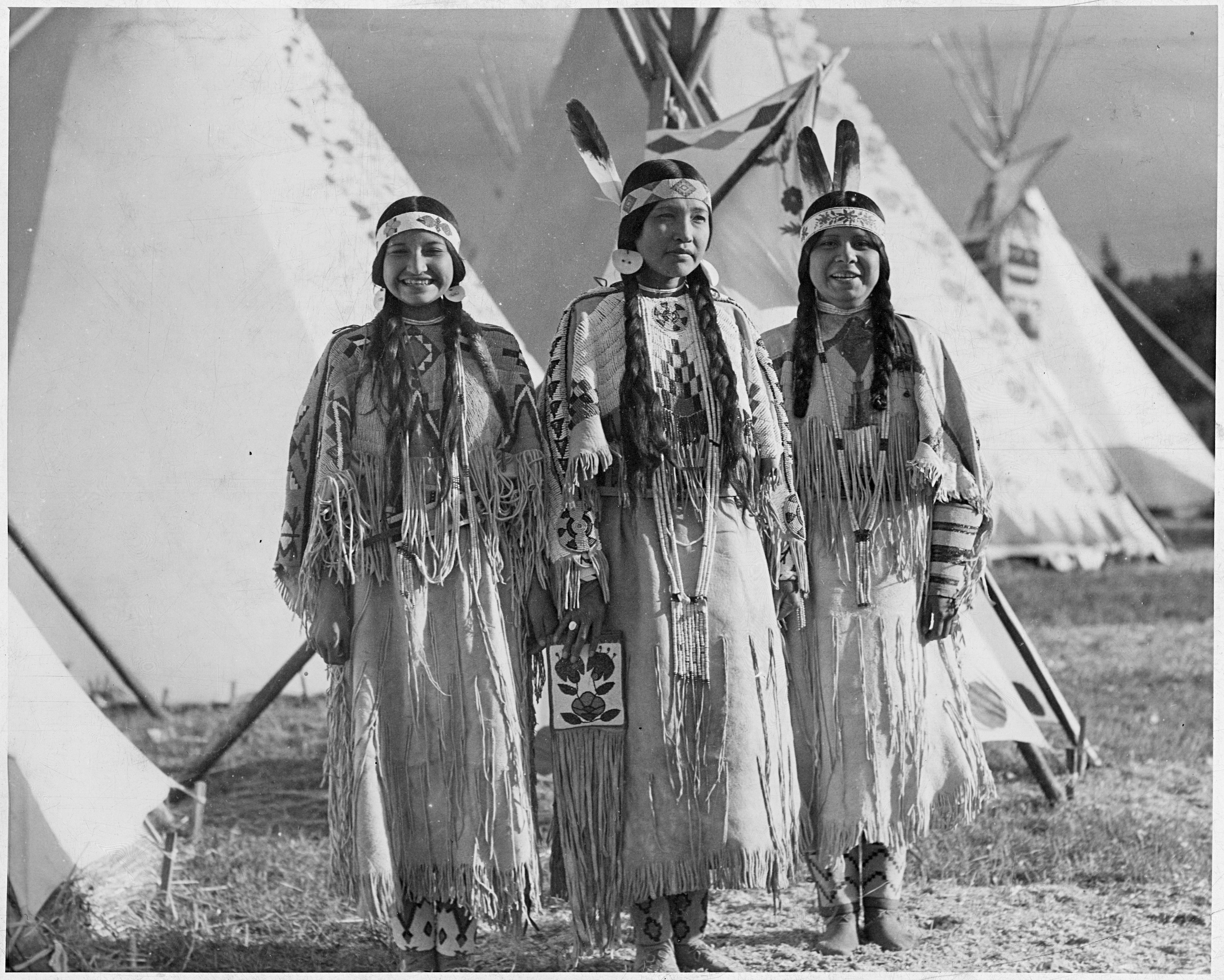
Dones yakama, 1911

## Demografia
Potser eren uns 7.000 individus el 1750. Però la verola els reduí de 7,000 el 1805 a 2.000 el 1853. Cap al 1910 només en restaven 2.300 individus. El 1950 eren uns 3.299 a la reserva, però havien augmentat a 4.442 el 1970 i a 8.000 el 1980, dels quals només 3.000 parlaven la llengua shahaptiana. Segons dades de la BIA del 1995, a la Reserva índia Yakima hi vivien 15.968 persones, però al rol tribal n'eren apuntades 8.624. Segons dades del cens dels EUA del 2000, hi havia 8.481 yakima purs, 561 barrejats amb altres tribus, 1.619 barrejats amb altres races i 190 amb altres tribus i altres races. En total, 10.851 individus.

## Costums
Cap al 1750 eren potser uns 7.000 i vivien en 60-70 viles independents. Vivien en tipis de pells a l'estiu i hivernaven a les viles, formades de bordes d'esteres i catifes (els kikkitas vivien en entre 5 i 15 cabanes on convivien fins a tres generacions), i es dedicaven tant a la pesca del salmó durant l'hivern com a la cacera del búfal durant l'estiu, alhora que comerciaven amb altres tribus. Llur dieta es componia de baies, nous i aglans, també el núsukh o salmó, amb el qual elaboraven el ch?láy (salmó en pols), similar al pemmican, i el yámish o dant, i fabricaven cistelles i esteres. Usaven com a moneda o abillament les cloïses de dentalium o haiqua, com altres tribus de la zona, i sovint es casaven amb membres d'altres tribus shahaptianes.
Segons les seves llegendes, Anaku Iwacha fou el creador del món, i consideren com a heroi mitològic Speelyáý o Coiot. Consideraven sagrats tant la muntanya Mount Sacred Adams, anomenada Páhto ("està a dalt"), com el riu Columbia, anomenat Enchewána ("gran riu"). Creien en el waánpsha o "poder medicina", com la majoria de tribus índies, i creien en T'amanws, l'esperit creador. I com la majoria de tribus californianes, tenien una casa de suor o Xwísach.
Pel que fa a altres trets, la seva cultura era similar a la de les altres tribus shahaptianes, com els nez percés, klikitat, wanapam, tenino, walula o walla walla, umatilla i cayuses.

## Història
Es creu que arribaren al territori als voltants del 12.000 aC. Segons les seves llegendes, afirmaven que els wahtéetas eren el poble més antic que vivia a la zona. I no formaren una tribu unida fins als voltants del 1750 mercè els esforços del cabdill We-ow-wicht (mort el 1800). Cap al 1730 van obtenir cavalls dels xoixons i des del 1811 comerciaren amb ells a la planura. Però el 1775 patiren també la primera epidèmia de verola.
Foren visitats per Lewis i Clark el 1806, qui els anomenaren Cutsahim i els calcularen en uns 1.200 individus. Tanmateix, arribaven a 7.000, i aviat començaren a establir-se els blancs al seu territori. El 1811 l'American Fur Co. fundaria Fort Astoria, mentre els britànics fundaven Fort George el 1813 i el 1825 Fort Vancouver.
Cap al 1840 els cabdills Kamiakin i Owhi introduirien la ramaderia entre els yakama. El 1834 reberen la visita del pastor metodista Nathaniel Blake, i el 1847 es fundà la Missió Protestant Yakima. Tot i així, Kamiakan rebutjà el bautisme. El 1862 el capellà M.L. Pandosy compongué una gramàtica i un diccionari yakama.
El 1852-1853 patiren una forta epidèmia de verola que els va reduir de 7.000 a 2.000 individus. Endemés, el 1853 el seu territori fou dividit entre els territoris nord-americans de Washington i Oregon. El 1854 es reuniren per negociar amb George McClellan els cabdills Teias i Owhi del Nord, i Kamiakin, Skloom i Showayway, del Sud, així com cabdills d'altres tribus: el spokane Garry, el nez percé Lawyer, el wallawalla Peupeumoxmox i el sk’in-pah Meninock. Tots plegats signarien el maig del 1855 el Tractat de Wallawalla, tot i que s'oposaren a cedir terres als blancs. Es crearien els reserves Nez Percé, Yakima i Wallawalla-Umatilla, i fou signat per 14 bandes yakima: yakima, palus, wenatchi, wenatsshaprin, klikitat, wishham (The Dalles), Sk’in-pah, Kah-milt-pah o Rock Creek i sis més. Cediren un total de 10.800.000 acres als EUA a canvi d'una reserva d'1.200.000 acres a l'Estat de Washington, i que no els molestessin més.
El 1855 molts es convertiren al cristianisme i establiren una confederació de 14 tribus sota el comandament del líder Kamiakin (1804-1877).
Les seves terres, però, foren envaïts pels colons i minaires, de manera que provocarien la tràgica i inútil Guerra Yakima del 1855-1858 que esclatà quan mataren en defensa pròpia alguns buscadors d'or que envaïren el seu territori. Kamiakan aplegaria 700 guerrers i intentaria prendre Fort Wallawalla, on després de tres anys d'emboscades i raids contra colons, així com diverses traïdories per part dels blancs (el cap wallawalla Peupeumoxmox fou assassinat sota bandera de treva i Owhi d'un tret a l'esquena quan intentava escapar), Kamiakin fou vençut pels nord-americans a Four Lakes (vora el riu Spokane) el setembre del 1858. Hagué de fugir al Canadà i 34 líders indis foren penjats de la forca. Per aquest motiu, algunes tribus hagueren d'abandonar la reserva. Tot i així, aconseguiren que amb el Tractat de Pau de 1859 es fes efectiu el tractat signat el 1855. Fins i tot oferiren el retorn als exiliats Skloom (mort el 1861) i Kamiakin, però aquests no acceptaren. El 1861 el pastor metodista James Wilbur hi fundaria les primeres escoles, i el 1867 s'establiria la primera missió catòlica. Tots els ajudaren a introduir a la reserva el sistema d'irrigació de terres el 1865.
Endemés, des del 1867 escolliren un govern tribal de la reserva. El primer cap nomenat fou el klikitat White Swann o Joe Stwire, qui ocuparia el càrrec fins a la seva mort el 1910. El 1871 ja dedicaven al conreu més de 4.000 acres, i tenien 12.000 cavalls i 1.200 caps de bestiar. Del 1870 al 1890 la capital de la reserva passaria de Wárshat a Kotiahkan, centre religiós. Cap al 1883 arribaria el ferrocarril al seu territori i des del 1887 intentaren aplicar-los l'Allotment Act. També hi penetraren les sectes sincrètiques índies dels shakers el 1899 i el Feather Cult el 1904, que es va fer fort entre els klikitats. Es calcula que el 1914 hi vivien a la reserva 4.506 indis que posseïen 400.000 acres. El 1905 els dirigents yakima George Menicock i Jim Wallahee reclamaren al govern de Washington les terres que els havien estat arrabassades però que els corresponien pel tractat del 1855. El 1933 es formaria un nou govern tribal de 14 membres, i el 1949 es constituïren oficialment com a Yakima Nation, però la construcció el 1941 del Gran Coulee Dam els va provocar l'arrabassament legal de nombroses terres.
Malgrat tot, el 1950, mercè les gestions de Kiutus Jim, reberen una compensació de 15.019.640 $ pels drets de pesca arrabassats a Cecilio Falls. Actualment, ja no es distingeixen els yakama de la resta de tribus de la reserva. Durant els anys seixanta es mobilitzaren en defensa de llurs drets de pesca a Oregon i Washington, de la qual cosa n'informaren a la seva revista fundada el 1970 The Yakima Nation Review. El 13 d'octubre del 1968 celebraren amb altres tribus coast salish i oregonianes un fish-in a Frank’s Landing, vora el riu Nisqually (Washington); en ell, un veterà de guerra condecorat a Vietnam, Sidney Mills, yakama-cherokee, va fer una proclama de Red Power i renuncia a servir en l'Exèrcit dels EUA, raó per la qual fou arrestat. El 1971 Sid Mills fundà un capítol de l'AIM a Seattle, amb Steve Robideau. El 1972 el líder tribal era Robert Jim i aconseguí que rebessin en compensació 21.880 acres. D'aquesta manera, la Reserva Yakama el 1980 tenia 8.000 habitants de dret (però només 5.000 de fet) i 1.371.918 acres.

## Notables yakama
- Colestah
- Bunky Echo–Hawk
- Chief Kamiakin
- Lavina Washines
- William Yallup